# 惑星と口笛ブックス
惑星と口笛ブックス（わくせいとくちぶえブックス）は、日本の電子書籍レーベル。

## 概要
主宰者は作家の西崎憲。小説、詩、俳句、短歌、翻訳、アウトサイダーリテラチャーを扱う電子書籍レーベル。

## 刊行書籍[2]

### 小説

#### 短編集
- 『のけものどもの』大前粟生
- 『コロニアルタイム』大滝瓶太
- 『ハイキング』相川英輔
- 『温泉と城壁』北野勇作
- 『ねこたま』北野勇作
- 『ななつの娘と夜の旅』北野勇作
- 『ゴルコンダ』斉藤直子
- 『スカーレット・ヤングスター』佐川恭一
- 『雨の国、夜の国』北野勇作
- 『ギャルソン・裏山月記』樋口芽ぐむ
- 『対岸にいる男』ノリ・ケンゾウ
- 『クォータービュー』遠藤紘史
- 『悪七夜』飯野文彦
- 『靴下とコスモス』馳平啓樹
- 『花を刺す』大木芙沙子
- 『本郷・二分間の絶景』本間文子
- 『パラジソ』橿原令
- 『うか』岡田麻沙
- 『猫の上で暮らす一族の話　冬乃くじ作品集』冬乃くじ

#### 小説
- 『昔、火星のあった場所』北野勇作
- 『糞袋』藤田雅矢
- 『仮想の騎士』斉藤直子
- 『クロニカ―太陽と死者の記録』粕谷知世
- 『ハミングバード』相川英輔
- 『ゆかし妖し』堀川アサコ
- 『ブラック・ジャック・キッド』久保寺健彦
- 『世界の果ての庭』西崎憲

#### シングルカットシリーズ
- 『ふゆのほん』西崎憲
- 『水から水まで』北野勇作
- 『ねこ』川崎徹
- 『還ってきた老人から始まる仄暗い百の断片』倉阪鬼一郎
- 『人喰い☆頭の体操』深堀骨
- 『よぎりの船』小田雅久仁
- 『冒険の記録』町屋良平

### 翻訳
- 『あいつらにはジャズって呼ばせておけ　ジーン・リース短篇集』西崎憲 編  中島朋子 他訳
- 『あまたの叉路の庭』（ホルヘ・ルイス・ボルヘス）西崎憲訳

### 詩集
- 『倉阪鬼一郎散文詩集成』倉阪鬼一郎
- 『頬杖のヒュー風』多宇加世

### エッセイ
- 『幻想秘湯巡り』南條竹則
- 『ギョウザとわたし ―餃子和我―』南條竹則

### 絵本
- 『ジミーと夕焼けの黒猫楽団』戸田ゆうか
- 『チャックとさすらいの黒猫楽団』戸田ゆうか

### アンソロジー
- 『ヒドゥン・オーサーズ Hidden Authors』（西崎憲 編）
- 『万象』（日本ファンタジーノベル大賞受賞作家のアンソロジー）
- 『万象ふたたび』（同上）
- 『コドモクロニクルⅠ』（エッセイアンソロジー）
- 『万象3』（日本ファンタジーノベル大賞受賞作家のアンソロジー）
- 『NIIKEI文学賞２０２３』(にいがた経済新聞主催ＮＩＩＫＥＩ文学賞受賞作を収録)

## 海外への翻訳
- 「Starman」　Hawaii Pacific Review（2020年5月）
- 「Hummingbird」　Samovar （2020年7月）
- 「Golconda」　Sci-Fi Lampoon （2020年10月）
- 「HIKING」MONSTER(2021年10月）
- 「周日次日不复往日（日曜日の翌日はいつも：『ハイキング』収録）」（『銀河辺緑018』2024年5月）